# Malkoçoglu - krallara karsi
Malkoçoglu - krallara karsi è un film del 1967 diretto da Süreyya Duru e Remzi Jöntürk.

## Trama
Ali Bey torna da uno dei suoi viaggi e vede sua moglie e i suoi uomini uccisi, così riparte per vendicarsi dell'imperatore Vlad.